# Tenn(II)klorid
Tenn(II)klorid, SnCl2 är ett salt, som kan framställas genom svag uppvärmning av tenn med saltsyra, varvid tennet löses och bildar vid avdunstning av lösningen vattenhaltiga, vattenklara, prisma- eller tavelformade kristaller, s.k. tennsalt.

## Egenskaper
Det är ett fast, vitt ämne som smälter vid 247 °C. Det är mycket lättlösligt i vatten och alkohol, men en vattenhaltig lösning tar hastigt upp syre från luften varigenom ett basiskt, olösligt salt bildas, vilket gör lösningen oklar. Oklarheten kan dock hävas genom tillsats av några droppar saltsyra.
Ämnet är ett mycket kraftigt reduktionsmedel.

## Användning
På grund av sin reducerande effekt har ämnet användning som etsmedel i grafiska sammanhang samt som betmedel och för tillverkning av olika färglacker.
Tenn(II)klorid kommer också till användning vid förtenning, samt som livsmedelstillsats med E-nummer E 512.
Tenn(II)klorid får som livsmedel endast användas som färgstabilisator till konserverad sparris.